# Максим Шостакович
Максѝм Дмѝтриевич Шостако̀вич (на руски: Макси́м Дми́триевич Шостако́вич) е руски диригент и пианист, работил дълго време и в Съединените щати.
Роден е на 10 май 1938 година в Ленинград в семейството на известния композитор Дмитрий Шостакович. Завършва Московската консерватория.
От 1963 година дирижира в няколко от големите руски симфонични оркестри. През 1981 година емигрира и продължава да работи в чужбина, главно в Съединените щати.